# Freddie Liljegren
Freddie Wilhelm Clemence Liljegren, född 19 maj 1993 i Göteborg, uppvuxen i Örebro, är en svensk sångare. Han var en av deltagarna i TV-programmet Idol 2019 där han tillsammans med Tusse Chiza tog sig till finalen som ägde rum den 6 december 2019. Han slutade där på en andraplats.
Den 22 november 2019 släpptes Liljegrens version av Mark Ronsons och Bruno Mars låt "Uptown Funk" som han framförde i den första fredagsfinalen av Idol. Som finalist fick han spela in och lansera sin version av vinnarlåten "Rain" den 3 december samma år som hans andra singel, på Spotify.